# Komáromi vasúti összekötő híd
A Komáromi vasúti híd (szlovákul: Komárňanský železničný most) a Komárom–Érsekújvár-vasútvonal 27/33 hm-szelvényében, Észak- és Dél-Komárom közötti szakaszán található egyvágányú vasúti Duna-híd. A híd a városközpontoktól nyugatra, Koppánymonostor és a Monostori erőd között ível át a Duna folyón. A hídon áthaladó 1T illetve 135-ös jelű vonal Magyarországon az 1-es fővonalról ágazik ki, és teremt kapcsolatot a szlovákiai 131-es Pozsony–Komárom és a 136-os Komárom–Gúta vasútvonalakkal. A híd pozíciója 1770,4 folyamkilométer. Tőle feljebb, 1770,57 fkm-nél található a közúti Monostori híd.

## Története
A híd építése a századfordulón merült fel, majd az 1904. évben törvény született a híd megépítéséről. A híd helyének kijelölésekor több változatot vizsgáltak meg, emiatt a beruházás csúszott. A híd építése 1908 és 1909 között tartott. A mai országhatárokon belül ez volt az első híd amely vasúti kapcsolatot teremtett a Felvidékkel. Az ötnyílású vasúti híd a korára jellemző, katonai műszaki jellegű, sarló alakú, oszlopos rácsozású, alsópályás acélszerkezet volt. Teljes súlya 2800 tonna volt. Védelmi célokból, 1900 és 1911 között a híd mindkét oldalán betonerődöt alakítottak ki, amelyek megerősített lőrései a híd felé néznek. A bunkerek mára leromlottak, de még láthatóak.

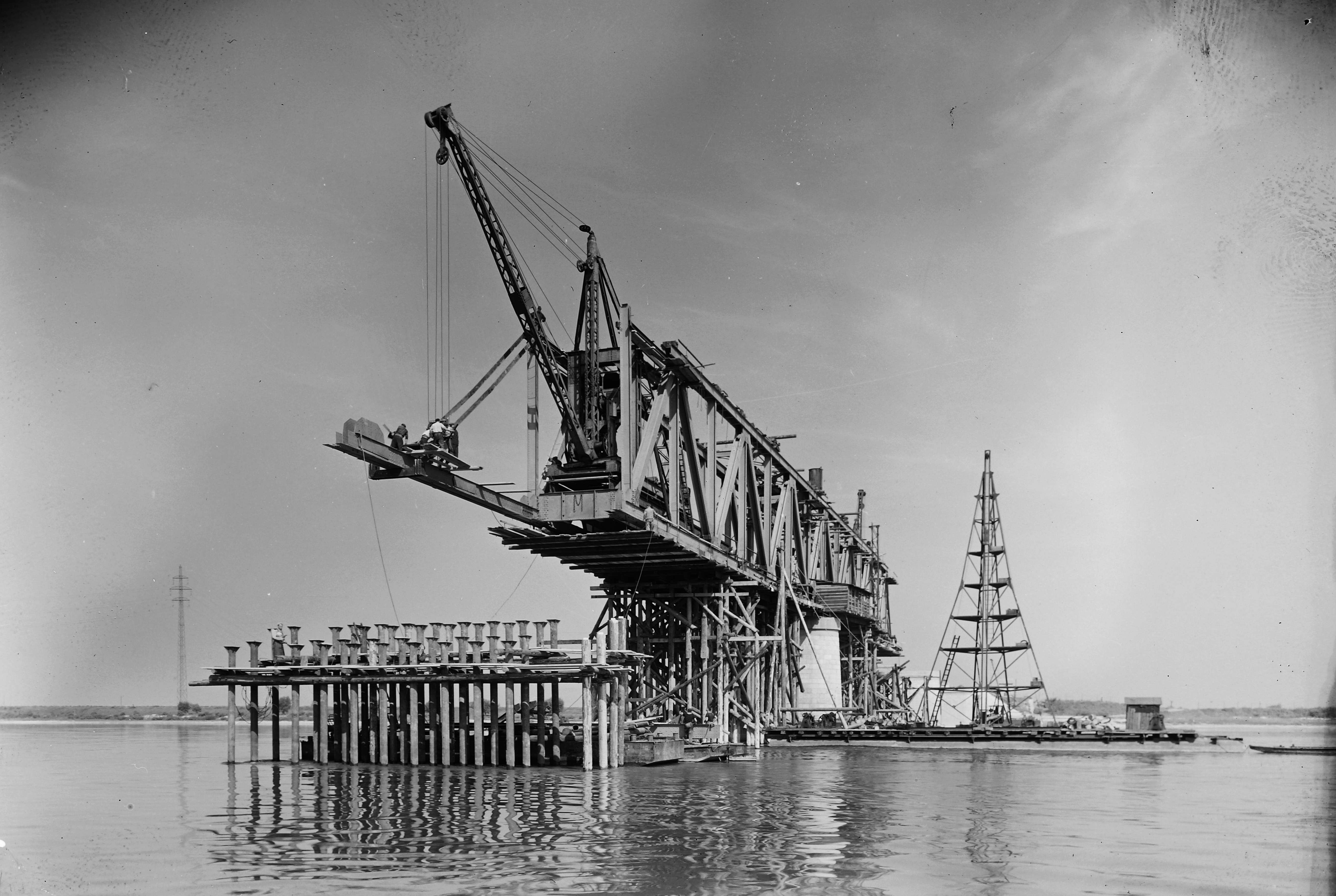
A vasúti híd újjáépítése, 1954

A második világháború végén, a visszavonuló Wehrmacht csapatai 1945. március 28-án felrobbantották. A roncsokat Magyarországnak kellett eltávolítania, amely több lépésben 1947 és 1953 között történt meg. Az új híd csak tervezése ezzel párhuzamosan, 1952-ben kezdődött. Az elpusztult régi híd ezertonnás roncsait búvárok segítségével emelték ki a Duna medréből. A roncsok eltávolítása után kezdődött a jelenlegi szerkezet építése Barátság híd néven. Mivel a híd alépítményei is megsérültek, ezért víz alatti munkákra is szükség volt, amelyet búvárharang alatt, pneumatikus térben végeztek el. A híd pilléreibe 3000 köbméter betont és követ építettek be. A víz alatti munkák egészen 1954 nyaráig eltartottak, ekkor kezdődött az ötszáz méter hosszú, 2400 tonnás acélszerkezet összeszerelése, amely öt hónapig tartott. 

A híd egy folytatólagos és egy kéttámaszú felszerkezetből áll, utóbbi a hődilatáció csökkentését szolgálja. A híd teljes hosszában azonos magasságú. A négynyílású szerkezetrészt a budapesti MÁVAG gyártotta és középről a partok felé haladva szerelte össze. Az ötödik nyílást az ostravai Hutni Montaze csehszlovák vállalat gyártotta és állványon szerelte. Más források azonban a vitfalvai vasművet jelölik meg kivitelezőként. 

A híd terheléspróbáját 1954. december 16-17-én, a ČSD négy gőzmozdonyával tartották. A híd újjáépítését hivatalosan 1954. december 28-án fejezték be, ekkor avatta fel a magyar és a csehszlovák közlekedési miniszter. A vasúti közlekedés 1955. január 1-jén indulhatott újra a két Komárom között. A hídpótlás összesen másfél évig tartott.
A kát várost összekötő vasútvonal villamosítását követően 1972. május 24-én indult meg a villamos vontatású üzem.
A híd szegecselt acél felszerkezetének korrózióvédelme 2012-re időszerűvé vált. A munkák elvégzésére kiírt pályázatot a Közgép Zrt. nyerte meg.

## Képtár

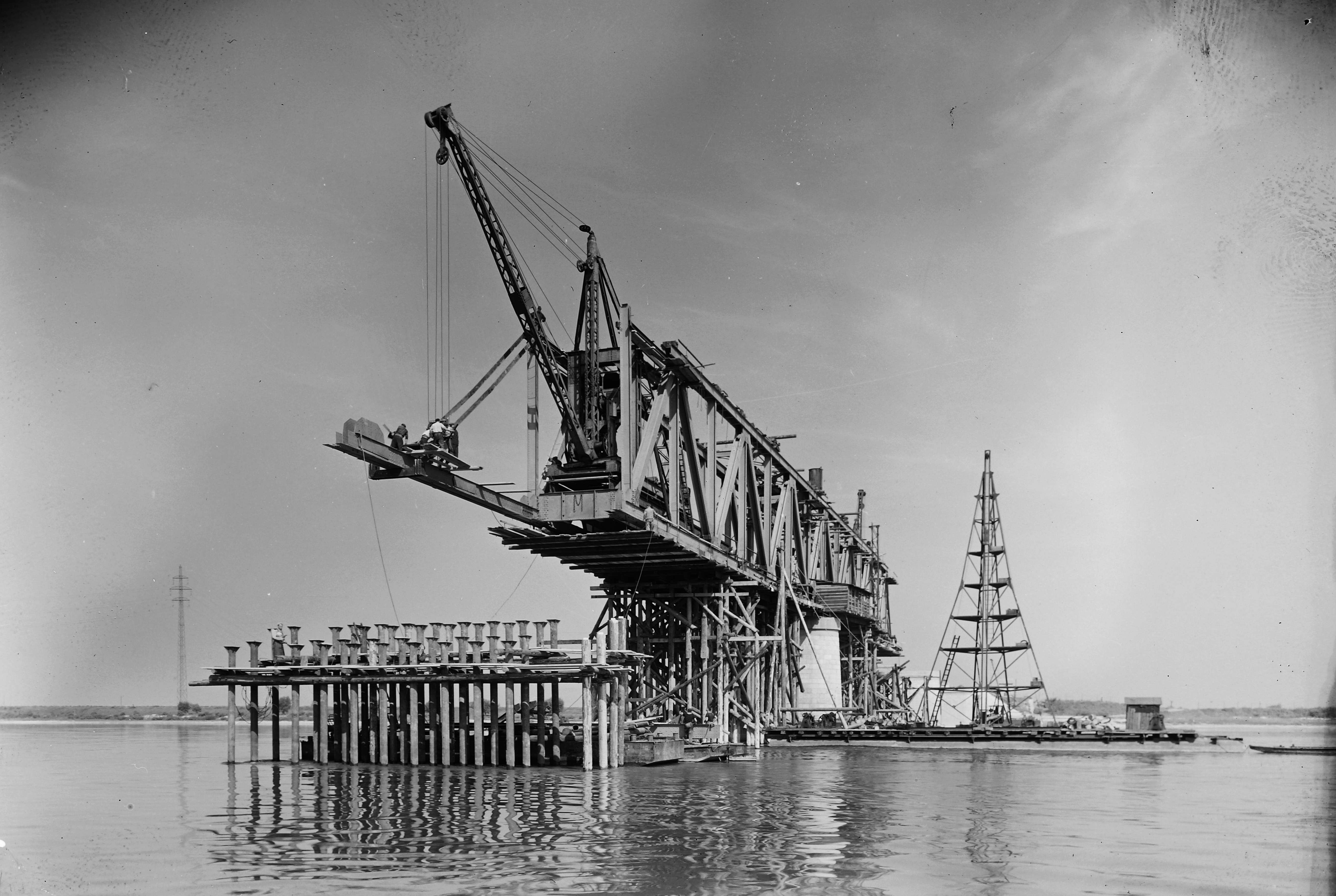
A vasúti híd újjáépítése
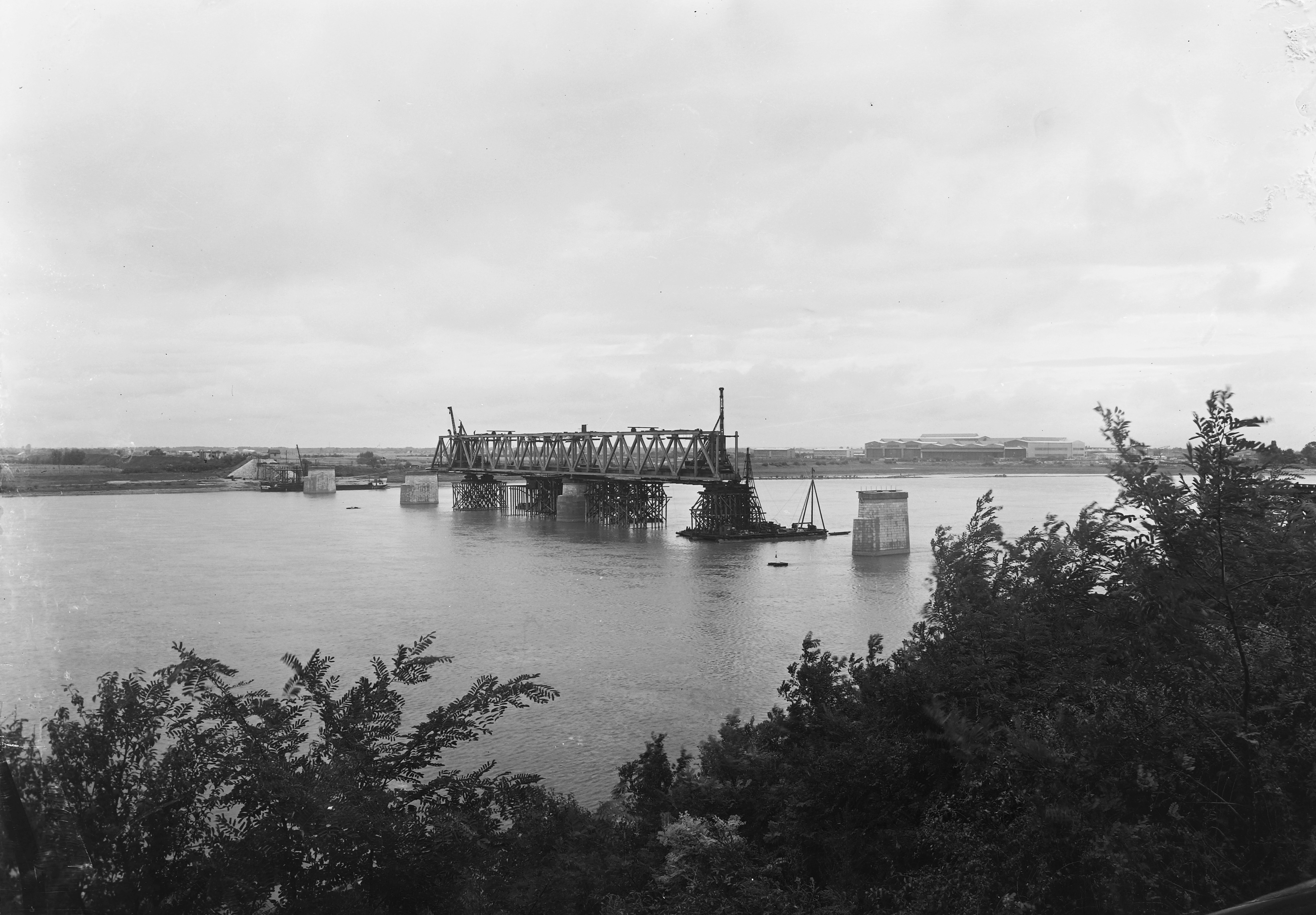
A vasúti híd újjáépítése
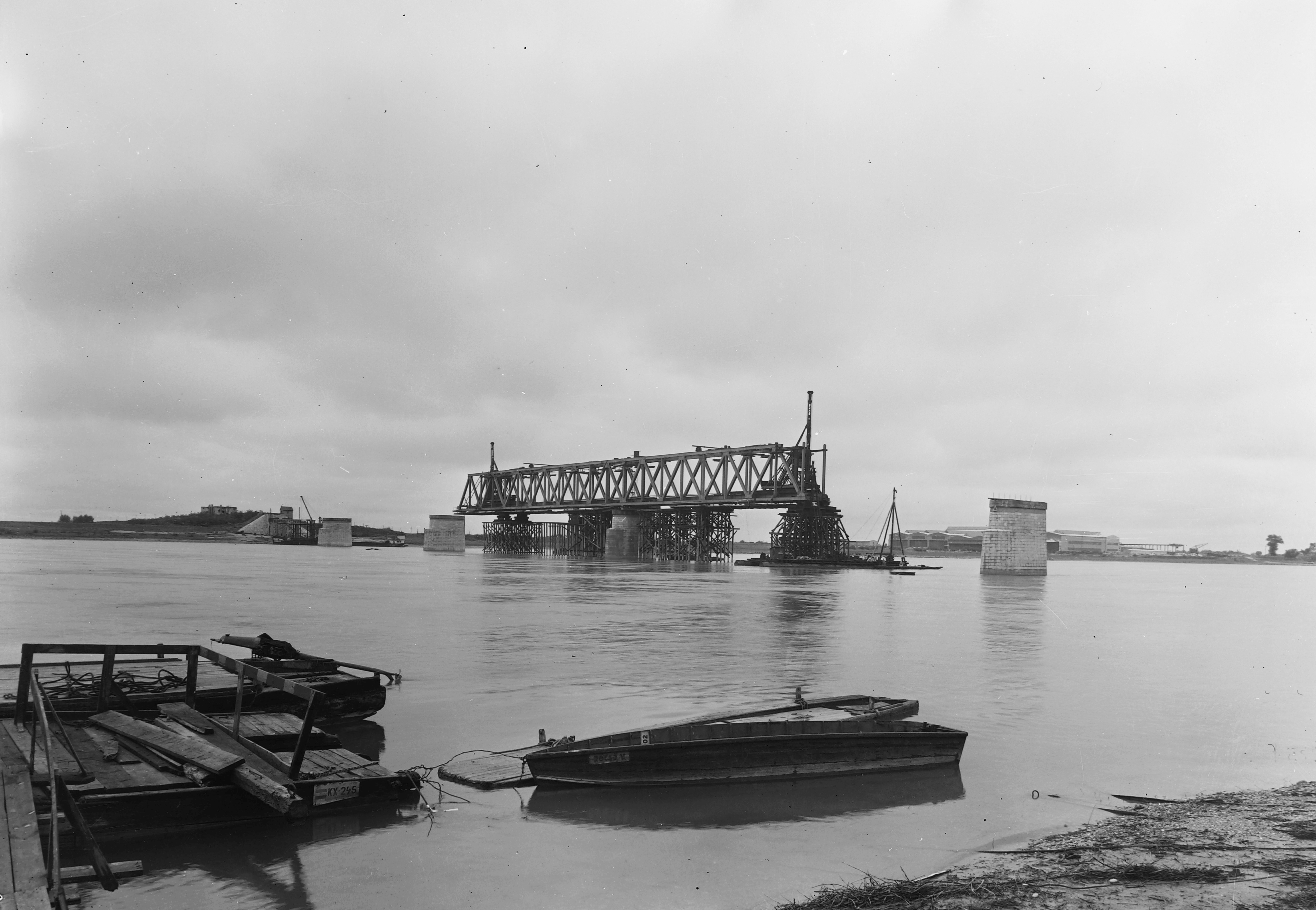
A vasúti híd újjáépítése
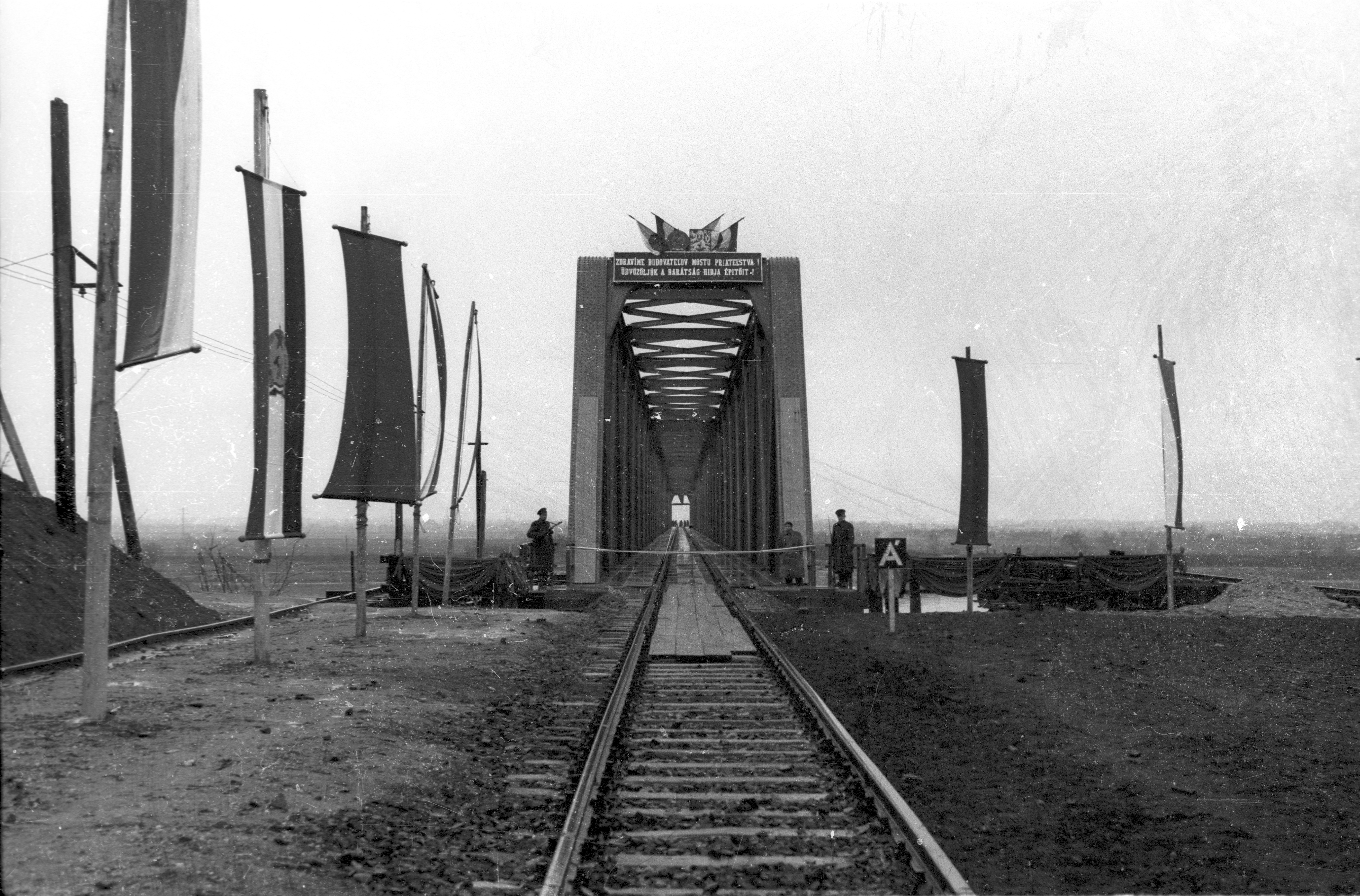
A vasúti híd átadási ünnepsége, 1954
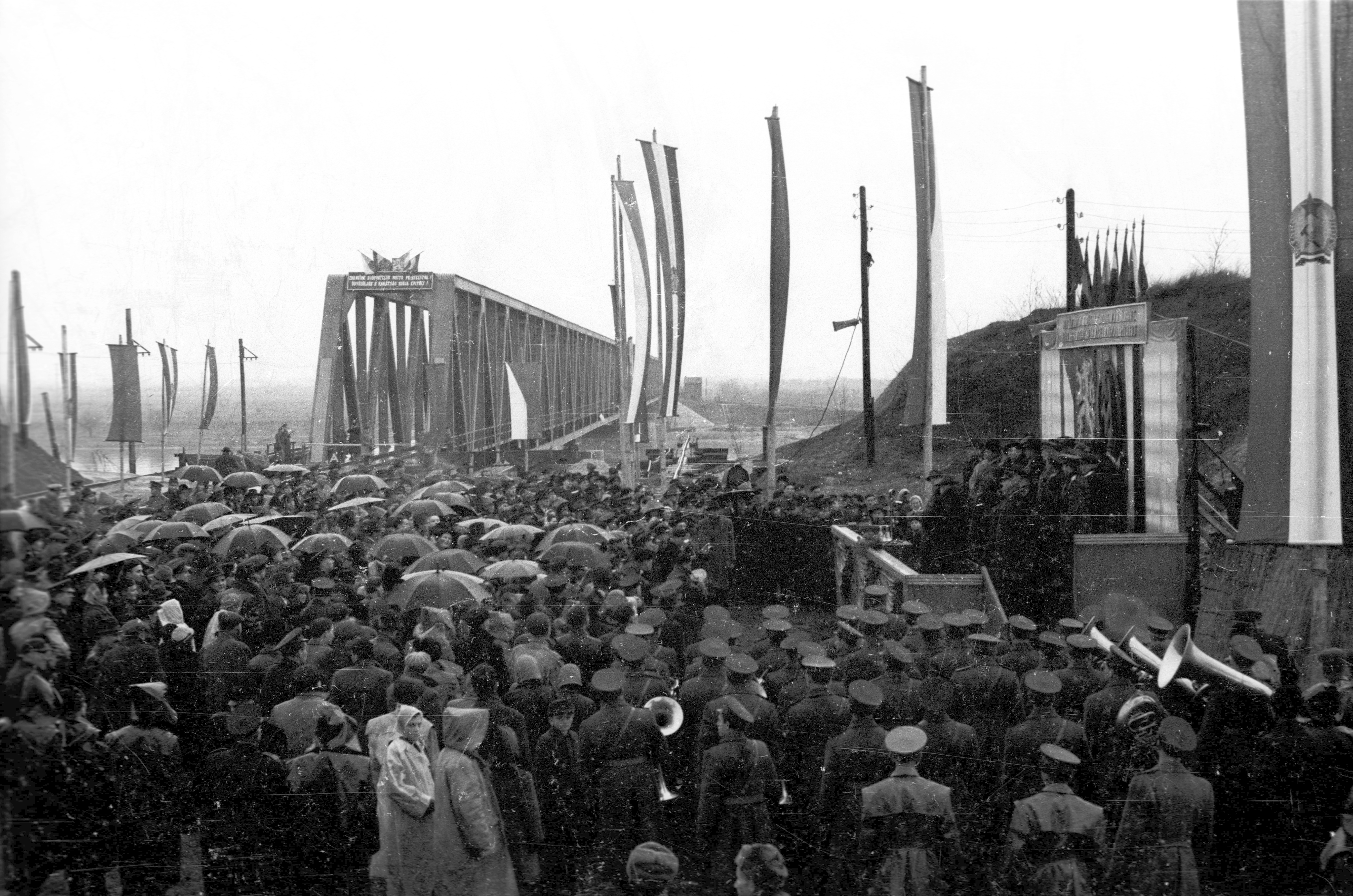
A vasúti híd átadási ünnepsége, 1954
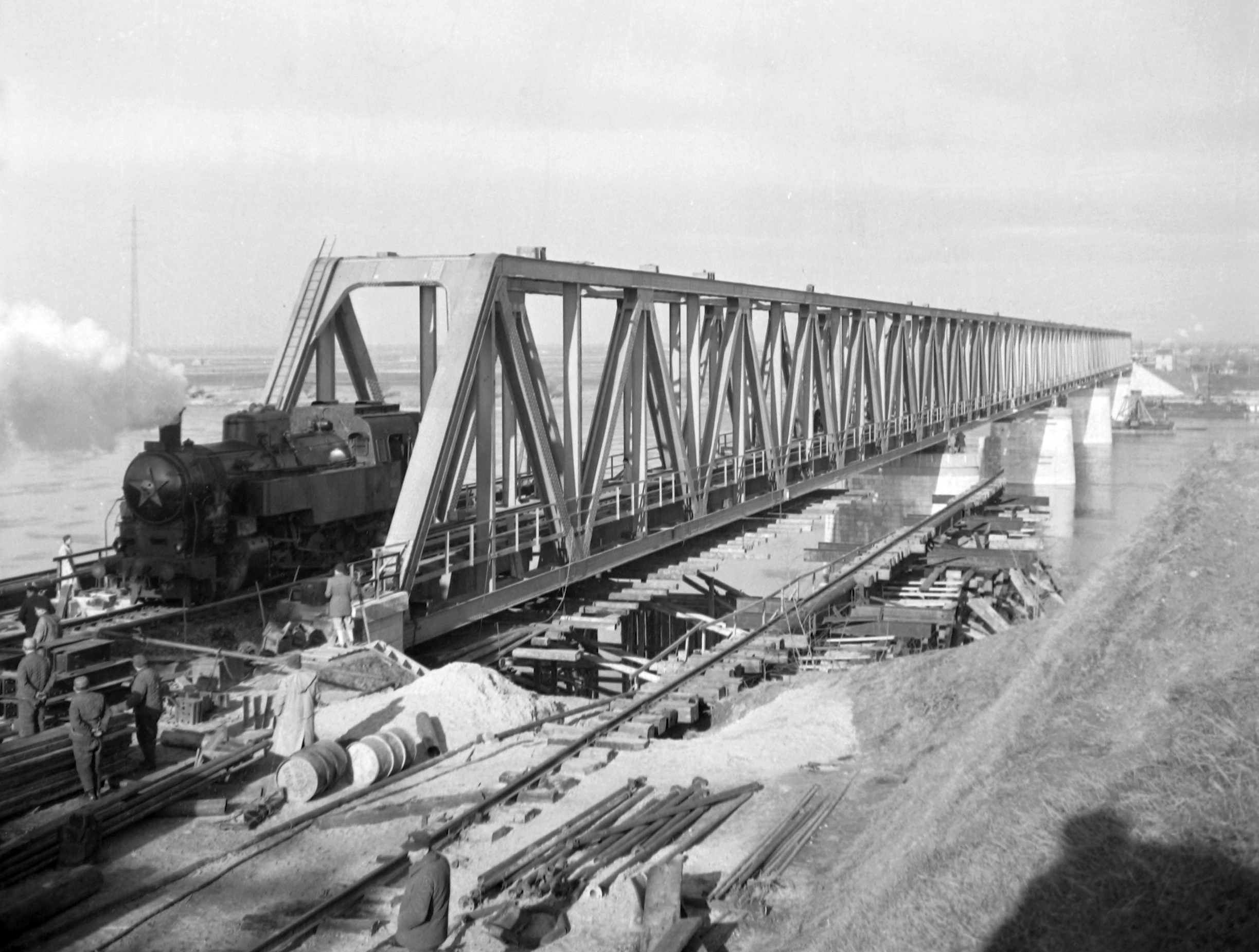
A vasúti híd
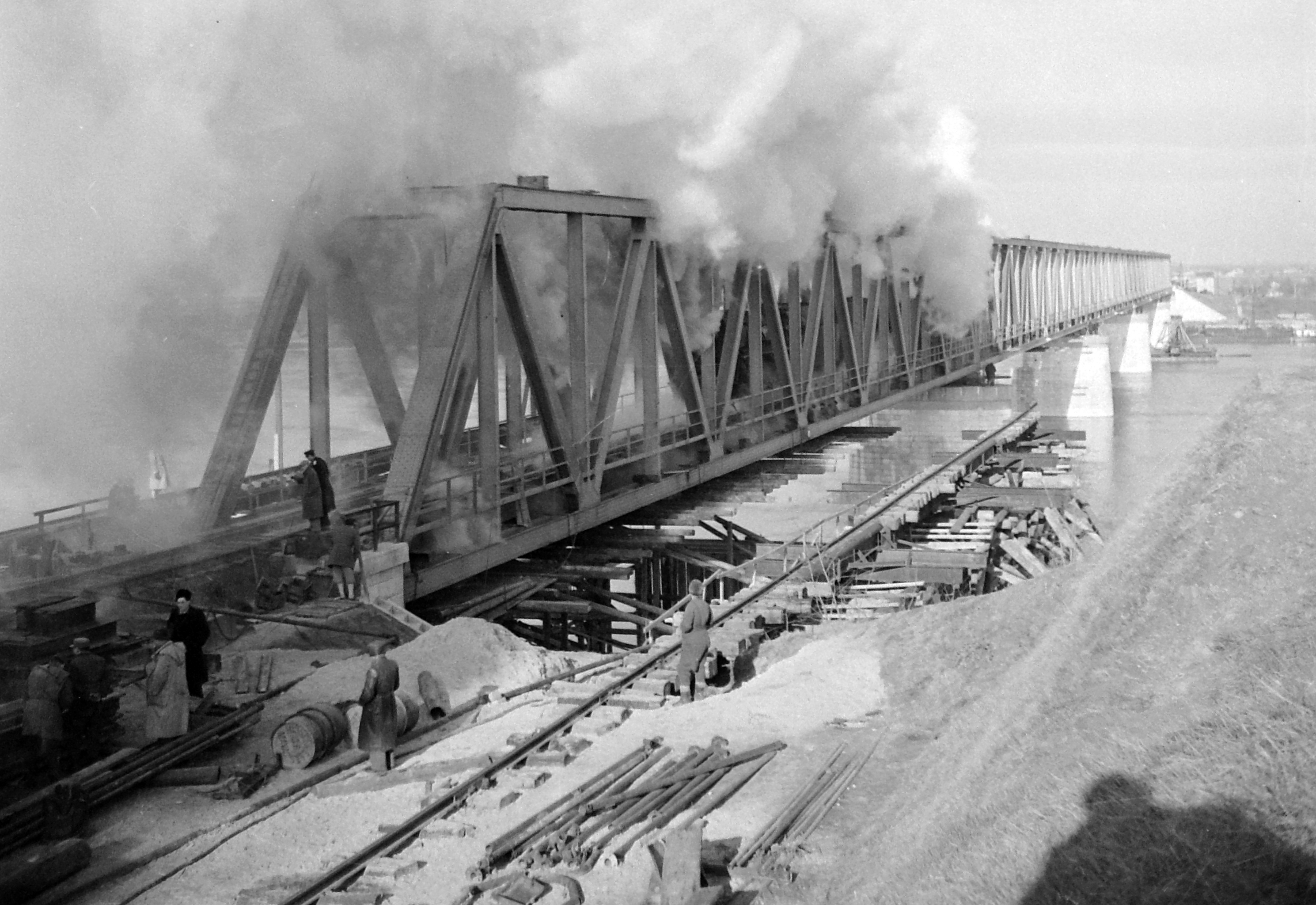
A vasúti híd
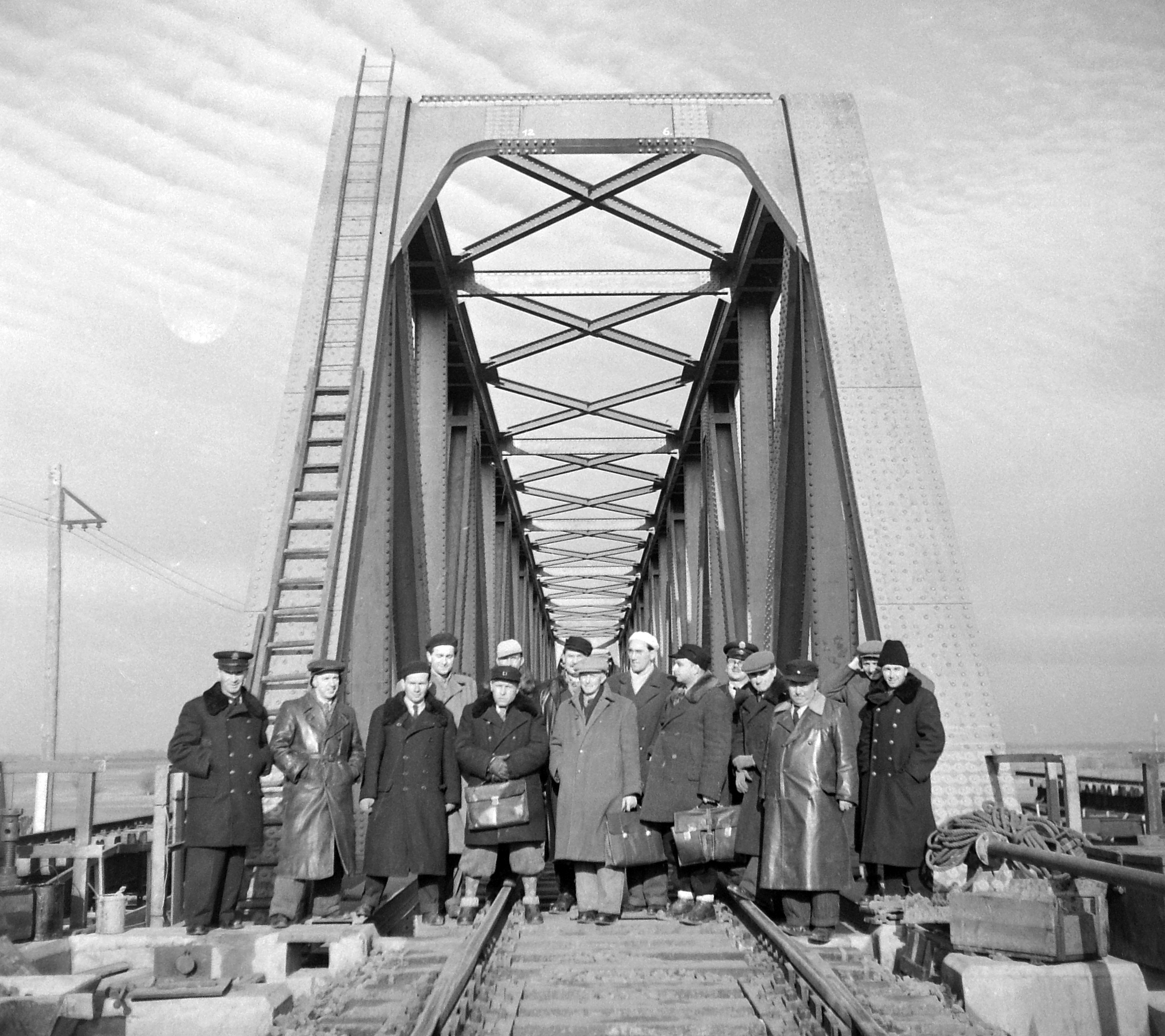
A vasúti híd
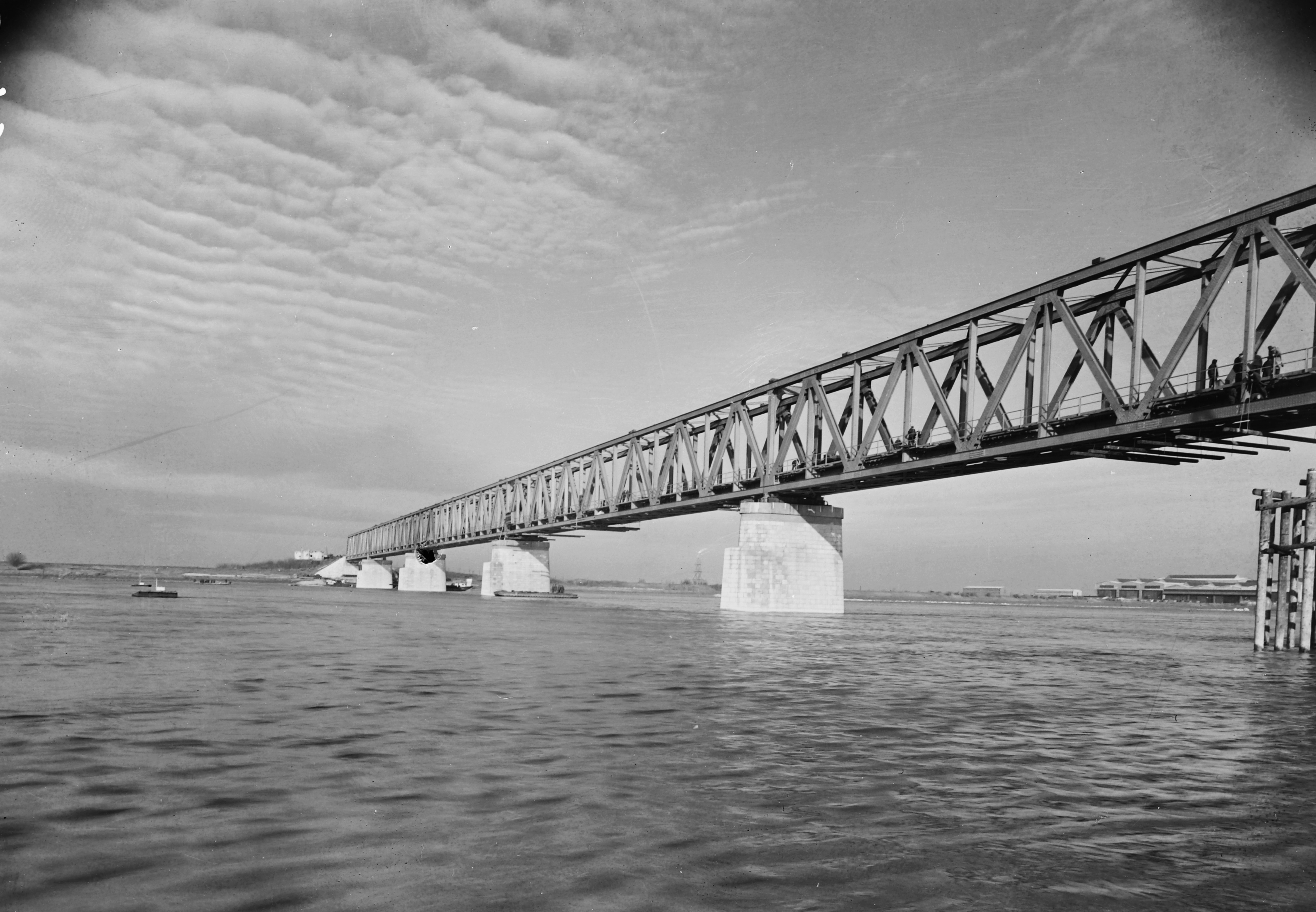
A vasúti híd
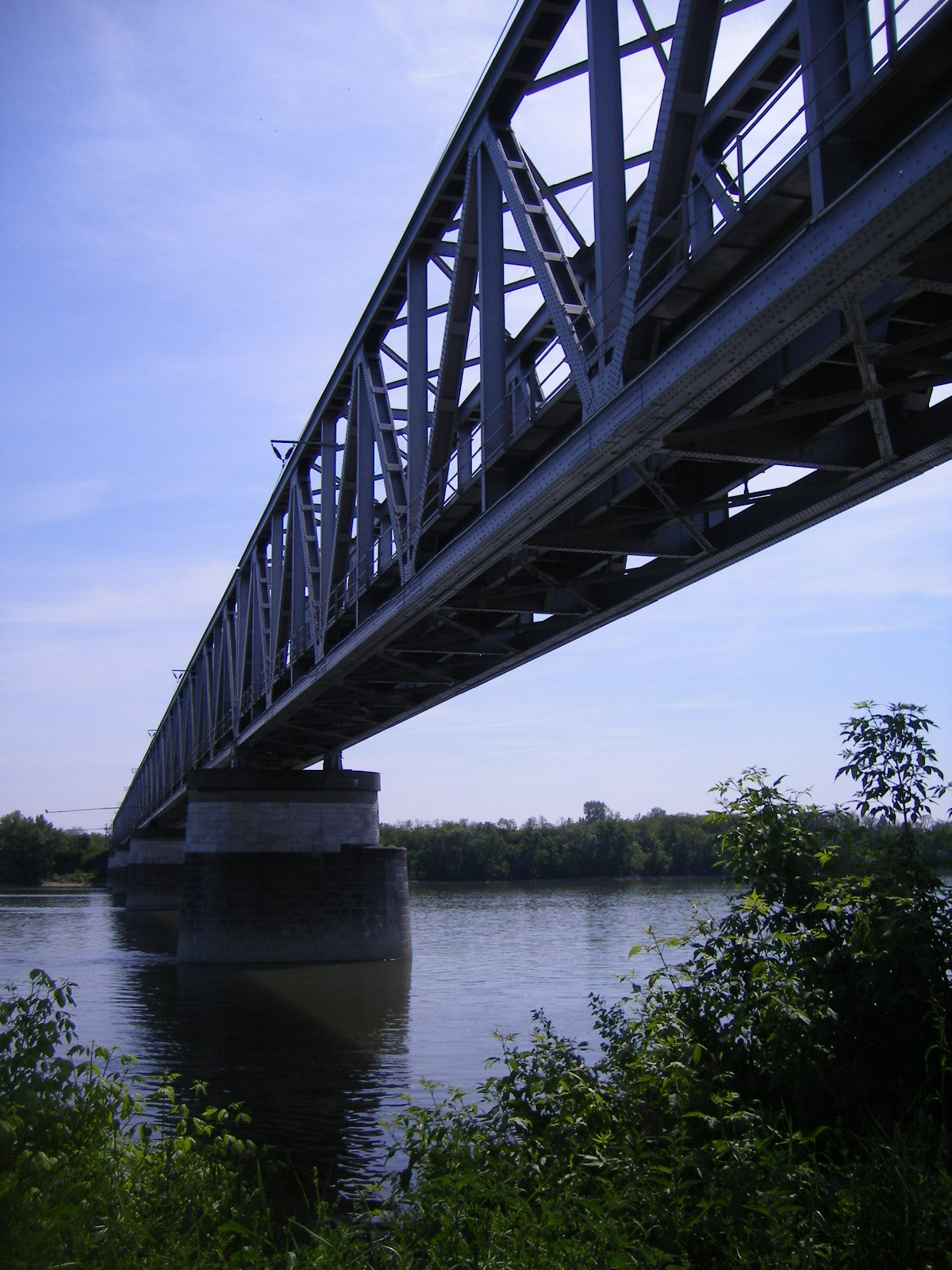
A híd részlete
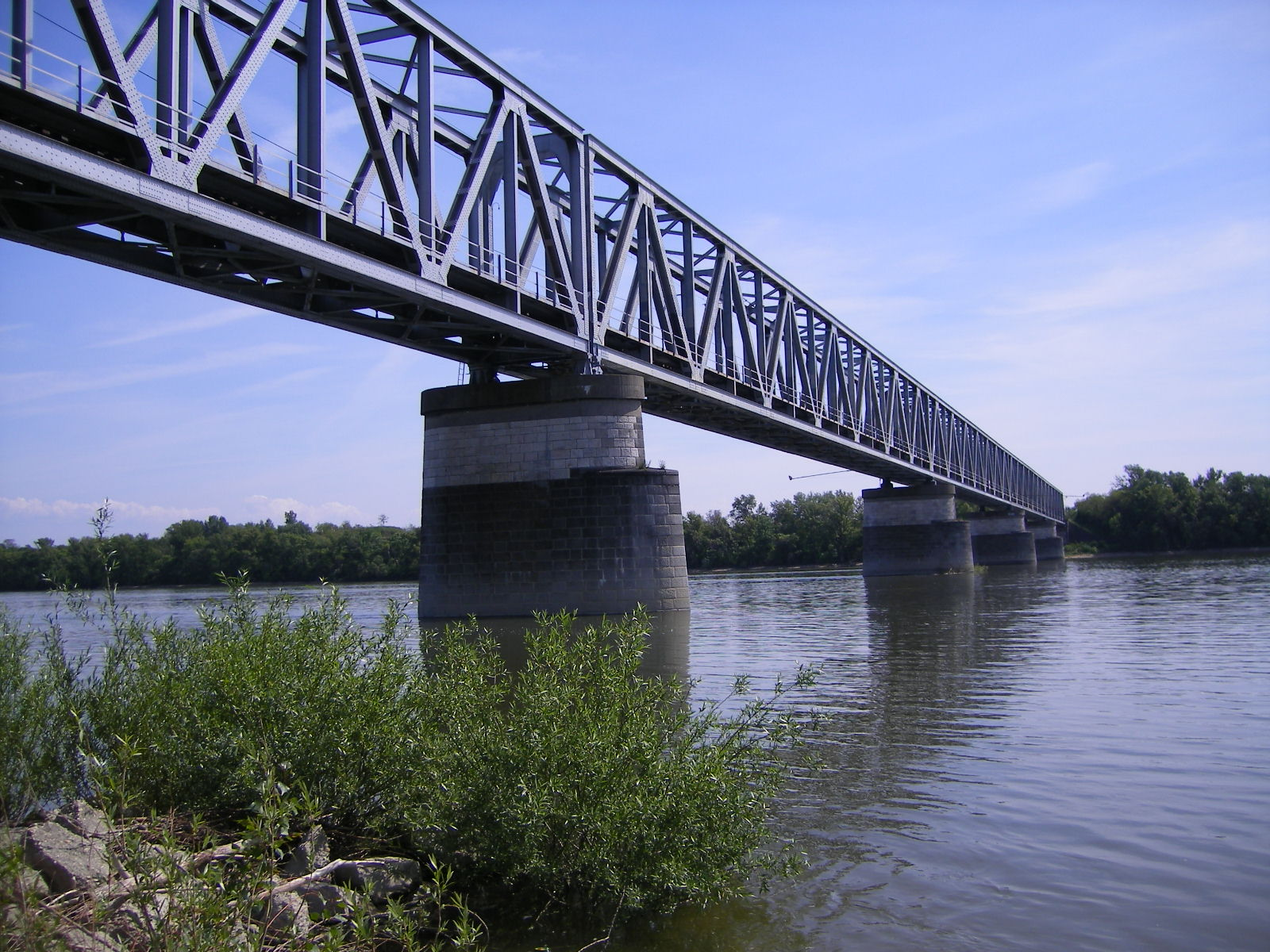
A híd részlete
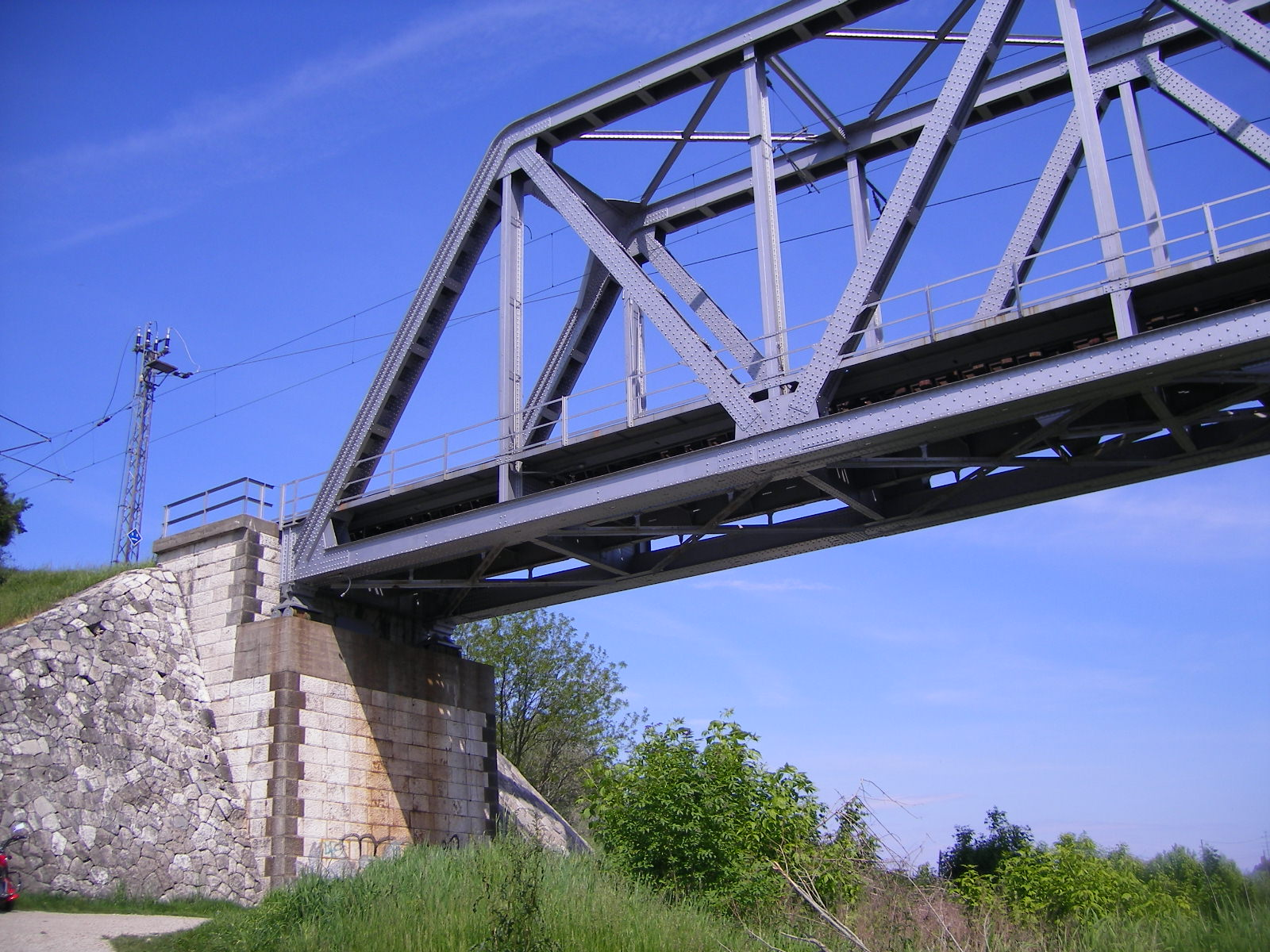
A híd északi hídfője
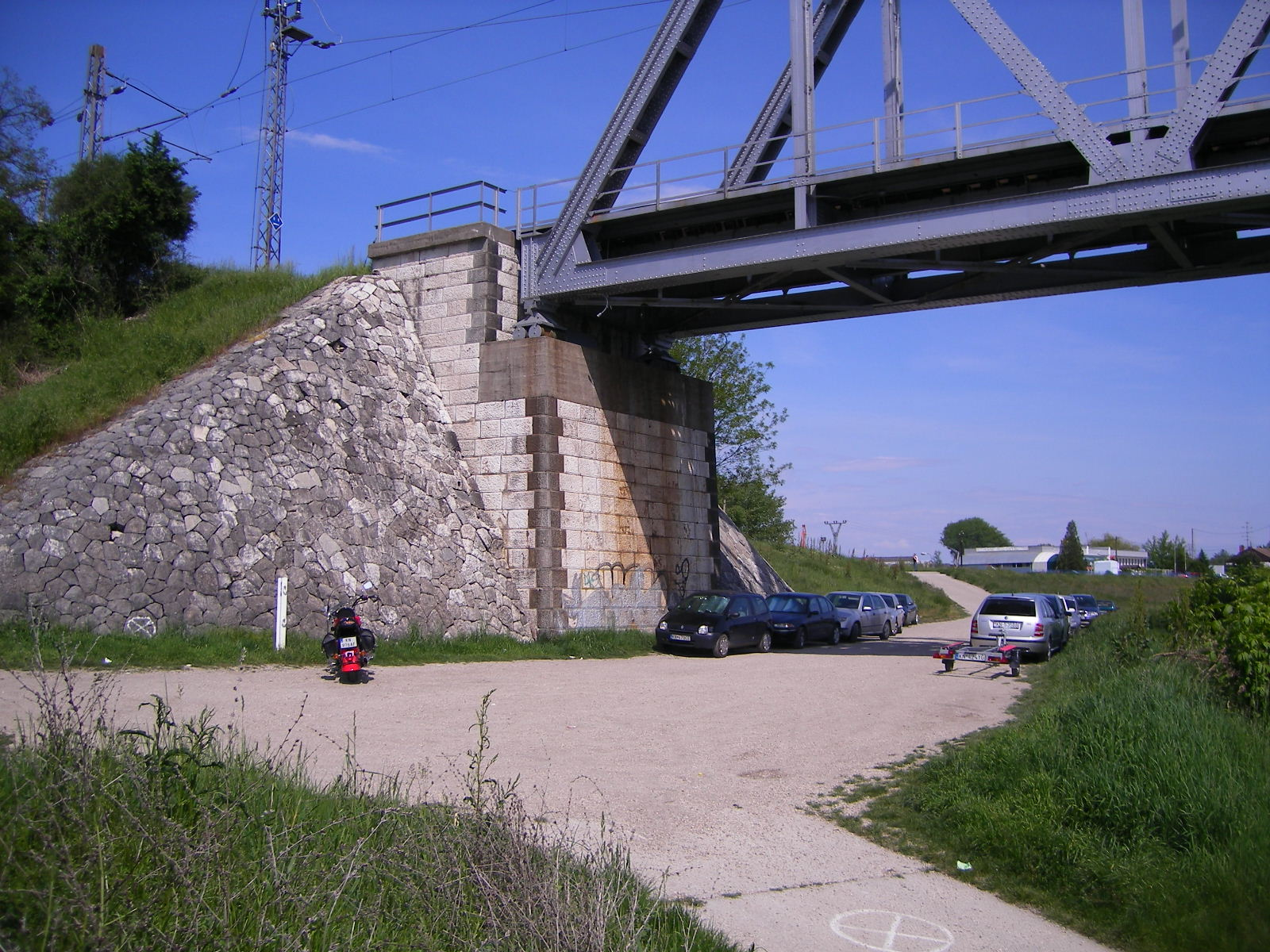
A híd északi hídfője
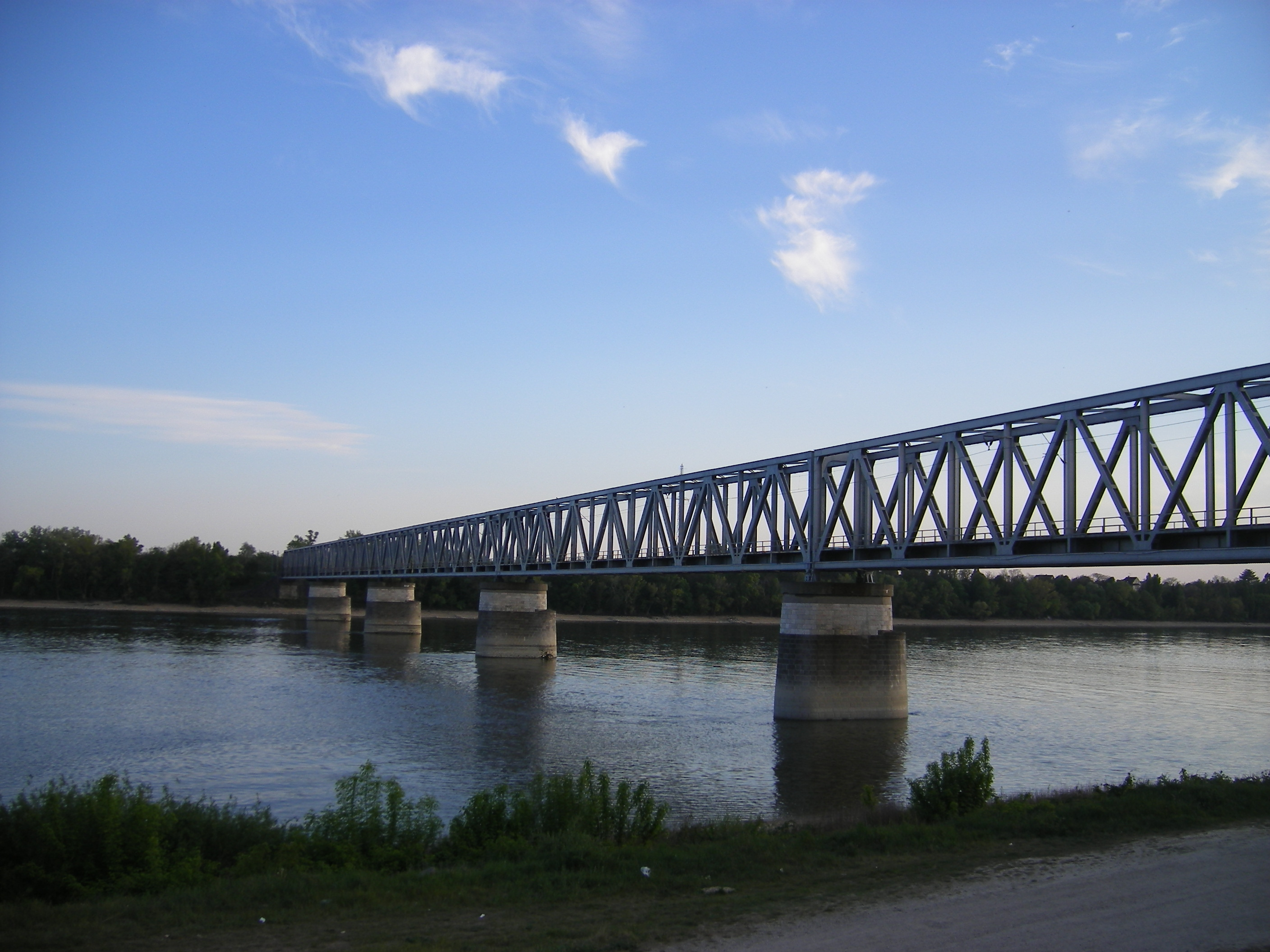
A híd látképe északi irányból

## Lásd még
- Erzsébet híd (Komárom)